# Tony Ryan
Thomas Anthony "Tony" Ryan, född 2 februari 1936 i Thurles, County Tipperary, död 3 oktober 2007 i Celbridge, County Kildare, var en irländsk entreprenör, medgrundare av lågprisflygbolaget Ryan Air tillsammans med Christy Ryan och Liam Lonergan.